# Samsung
Samsung grupa (engl. Samsung Group, : ) je južnokorejska multinacionalna kompanija konglomerat sa sedištem u gradu Samsung Taun, Seul. Obuhvata brojne filijale i zavisne kompanije, ujedinjene pod najvećim južnokorejskim brendom Samsung.
Poznate industrijske filijale ove grupe su Samsung Elektronika (engl. Samsung Electronics), druga kompanija u svetu u oblasti informacionih tehnologija po prihodima u 2011. godini, Samsung Teška Industrija (engl. Samsung Heavy Industries), druga kompanija u svetu u oblasti brodogradnje po prihodima u 2010. godini, Samsung Inženjering (engl. Samsung Engineering) i Samsung C&T, 35. i 72. najveća građevinska kompanija u svetu, respektivno, i Samsung Tekvin (engl. Samsung Techwin), proizvođač oružanih tehnologija i optoelektronike. Druge poznate filijale su Samsung Životno Osiguranje (engl. Samsung Life Insurance), 14. najveća kompanija u svetu u oblasti životnog osiguranja, Samsung Everland, operator odmarališta Everland, najstarijeg tematskog parka u Južnoj Koreji i Cheil Worldwide, 19. kompanija u svetu u oblasti oglašavanja po prihodima u 2010. godini.
Samsung proizvodi približno petinu ukupnog izvoza Južne Koreje i prihodi su mu veći od BDP-a mnogih zemalja; 2006. godine, Samsung je bio na 35. mestu najvećih svetskih kompanija. Kompanija ima snažan uticaj južnokorejski ekonomski razvoj, politiku, medije i kulturu i glavna je pokretačka snaga "Čuda sa reke Han".

## Naziv
Prema osnivaču Samsung Grupe, Li Bjong-Čul-u značenje reči Samsung na korejskom jeziku je "tri zvezde". Reč "tri" predstavlja nešto "veliko, brojno i snažno"; reč "zvezda" predstavlja večnost.

## Istorija

### 1938 do 1970
1938. Li Bjong-Čul se iz velike zemljoposjedničke porodice u okrugu Uijeung preselio u obližnji Daegu i osnovao
 Samsung Sanghoe. Samsung je počeo kao malo trgovačko preduzeće sa četrdeset radnika iz Su-donga (sada Ingio-dong). Bavili su se uzgajivanjem lokalnih namirnica i pravili su rezance. Kompanija je napredovala i Li je preselio sedište kompanije u Seul 1947. Kada je izbio Korejski rat, bio je prisiljen da napusti Seul. Osnovao je šećeranu u Buasnu. 1954. Li je osnovao Cheil Mojik i izgradio fabriku u Daeguu. To je bila najveća fabrika vune u zemlji.
Li je nastojao da uspostavi Samsung kao lidera u širokom spektru industrija. Prešli su u biznis kao što je osiguranje, hartije od vrijednosti i prodaja. Predsednik Park Čung He je video veliki značaj industrijalizacije. On je fokusirao svoju strategiju privrednog razvoja na nekoliko velikih domaćih konglomerata i pomagao im je finansijski.
1947. Čo Hong-jai, osnivač Hyosung grupe je investirao u novu kompaniju nazvanu Samsung Mulsan Gongsa odnosno Samsung Trading Corporation zajedno sa osnivačem Samsunga Li Bjong-čulom. Nakon nekoliko godina, Čo i Li su se odvojili usled razlika u stilu upravljanja.
Kasnih 60-ih, Samsung grupa je ušla u elektro industriju. Osnovali su nekoliko odeljenja vezanih za elektroniku kao što su Samsung Electronics Devices, Samsung Electro-Mechanics, Samsung Corning i Samsung Semiconductor & Telecommunications i izgradili zgradu u Suvonu. Prvi proizvod im je bio crno beli televizor.

### 1970 do 1990
1980-e Samsung je ušao u telekomunikacijsku i hardver industriju. Njihov prvi proizvod bile su telefonske centrale. Postrojenje je napredovalo u telefonskoj i faks proizvodnji i postalo centar Samsungove proizvodnje telefona. Proizveli su više od 800 miliona mobilnih telefona do današnjeg dana.
Nakon smrti osnivača Lija, 1987. Samsung Group se razdvojila u četiri poslovne grupacije - Samsung Group, Shinsegae Group, CJ Group i Hansol Group.
1980-e Samsung Electronics je počeo sa velikim ulaganjima u istraživanje i razvoj, te investicije su bile od ključnog značaja i gurnuli su kompaniju u prvi plan globalne elektronske industrije. 1982. izgradili su fabriku za televizijsku montažu u Portugalu, 1984. fabriku u Njujorku, 1985. fabriku u Tokiju, postrojenje u Engleskoj i još jedno postrojenje u Ostinu (Austin), Teksas 1996-e. Do 2012-e Samsung je investirao više od 13 milijardi američkih dolara u postrojenje u Ostinu. To čini Ostin lokacijom s najvećim stranim ulaganjem u Teksasu i jednom od najvećih stranih investicija u Sjedinjenim Američkim Državama.

### 1990 do 2000
Samsung je počeo da raste kao međunarodna korporacija u 1990-im. Samsungove građevinske filijale su dobile ugovore o izgradnji dve kule Petronas u Maleziji: Tajpej 101 u Tajvanu i Burdž Kalifa u Ujedinjenim arapskim emiratima. 1993. godine Li Kun-hi je prodao 10 Samsungovih ogranaka, smanjio kompaniju i spojio ostale operacije kako bi se fokusirao na tri industrije: elektroniku, inžinjering i hemikalije. 1996. godine, Samsung grupa je ponovo stekla fondaciju univerziteta Sungkyunkwan.
Samsung je postao najveći svetski proizvođač čipova nakon Intel-a. 1995. godine, Samsung je napravio svoj prvi LCD ekran. Deset godina kasnije, Samsung je postao najveći svetski proizvođač LCD panela i Soni je kontaktirao Samsung da sarađuju, a 2006 godine S-LCD je osnovan kao zajednički poduhvat. 26. decembra 2011. je objavljeno da je Samsung postao vlasnik celokupnog S-LCD-a.
U poređenju sa drugim velikim korejskim kompanijama, Samsung je preživeo azijsku finansijsku krizu 1997. godine relativno neoštećen. Međutim, Samsung Motor je prodat Reno-u u značajnom gubitku. Međutim, Samsung i dalje proizvodi avionske motore i gasne turbine.

### 2000 do danas
Godine 2010, Samsung je objavio 10-godišnji plan koji se fokusira na pet zanimanja.
U prvom kvartalu 2012. godine, Samsung Elektroniks je postao najveći proizvođač mobilnih telefona na svetu, prestigavši Nokiu, koja je bila tržišni lider od 1998. godine.
Dana 24. avgusta 2012. godine Samsung Elektroniks je morao da plati Eplu 1,05 milijardi zbog kršenja šest svojih patenata u tehnologiji pametnih telefona. Međutim to je dosta manje od 2,5 milijardi dolara koliko je Epl tražio. Takođe je usledila južnokorejska odluka u kojoj se navodi da su obe kompanije krive za kršenje intelektualne svojine jedni druge. Tada je Epl pokušao da zabrani prodaju 8 Samsungovih telefona u SAD-u, što je sud odbio.
U 2015. godini Samsung je dobio više patenata u SAD-u nego bilo koja druga kompanija. Do 11. decembra, Samsung je dobio 7,679 korisnih patenata.
Dana 2. avgusta 2016. godine, Samsung Elektroniks je predstavio novi Galaxy Note 7. Medjutim početkom septembra 2016. godine Samsung je obustavio prodaju telefona iz razloga što je telefon imao problem pregrevanja baterije što je moglo da izazove čak i eksploziju.

### Akvizicije i pokušaji akvizicije
Samsung je napravio sledeće akvizicije i pokušaje akvizicije:

###### Rolej- Švajcarska borba za satove
Samsung Tekvin je kupio nemačkog proizvođača kamera, Roleja, 1995. godine. Samsung (Rolej) je iskoristio svoju optičku ekspertizu na kristalima nove linije 100% švajcarskih satova, koju je dizajnirao tim časovničara u Nouvelle Piquerz C.A. u Bassequort, Švajcarska. Roleks-ova odluka da se bori sa Rolej-em na svakom frontu proizašla je iz bliske sličnosti između ova dva imena i straha da će njena prodaja biti posledica toga. Rolex vidi tu borbu na frontu kao vitalnu za čitavu Švajcersku industriju satova. Rolex je uspeo da zadrži Rolej-a van nemačkog tržišta te je 11. marta 1995. godine okružni sud u Kelnu zabranio reklamiranje i prodaju Rolej-a na teritoriji Nemačke. 1999. godine, rukovodioci Roleja su otkupili kompaniju.

###### Foker- holandski proizvođač aviona
Samsung je izgubio šansu da oživi svoju neuspelu ponudu da preuzme holandskog proizvođača aviona Fokera kada su ostali proizvođači aviona odbili da sklope savez. Tri predložena partnera: Hjundai, Hanjin i Daevu, obavestili su južnokorejsku vladu da se neće pridružiti Samsung Ajrospejs Industrisu.

###### AST Risrč
Samsung je kupio AST (1994) u neuspelom pokušaju da se probiju na kompjutersko tržište Severne Amerike. Samsung je bio primoran da zatvori AST što je dovelo do otpuštanja velikog broja radnika i niza gubitaka.

###### FUBU- odeća
1992. godine, američki modni preduzetnik Dejmond Džon je započeo kompaniju sa kolekcijom šešira koju je napravio u podrumu svoje kuće u Kvins okrugu grada Njujorka. Kako bi finansirao svoju kompaniju, Džon je morao da kuću pod hipoteku od 100,000 dolara. Uz pomoć prijatelja, Džon je jednu polovinu svoje kuće pretvorio u prvu fabriku FUBU-a, dok je u drugoj polovini živeo. Sa proširenjem FUBU-a, Samsung je 1995. godine odlučio da investira u FUBU.

###### Imanje braće Lehman
Samsung Sekjuritis je bila jedna od nekoliko brokera koji su bili zainteresovani za Imanje braće Lehman.

###### MEDISON - ultrazvučni uređaji
U decembru 2010. godine, Samsung Elektorniks je kupio MEDISON, južnokorejsku kompaniju medicinske opreme.

###### Grandis- proizvođač memorije
U julu 2011. godnie, Samsung je objavio da je kupio proizvođača MRAM-a, Grandis. Rečeno je da će se Grandis fokusirati na pravljenju nove generacije RAM-a.

###### Zajednički poduhvat Samsunga iSonija-LCD
Dana 26. decembra 2011. godine, komisija Samsung Elektroniksa je odobrila plan o kupovini Sonijevog celokupnog udela u njihovom zajedničkom poduhvatu LCD-u u vrednosti od 938,91 miliona dolara.

###### mSpot - muzičke usluge
Dana 9. maja 2012. godine, mSpot je objavio da je kupljen od strane Samsung Elektroniksa sa namerom pružanja muzičke usluge u oblaku. Proizvod toga je Samsung Mjuzik Hab.

###### NVELO - proizvođač keš softvera
U decembru 2012. godine, Samsung je objavio da je kupio proizvođača privatnih softvera za skladištenje, NVELO, čije je sedište u mestu Santa Klara, Kalifornija.

###### NeuroLogika - prenosivi CT skener
U januaru 2013. godine, Samsung je objavio da je kupio NeuroLogiku. Uslovi dogovora nisu objavljeni.

###### SmartTings -kućna automatizacija
Dana 14. avgusta 2014. godine, Samsung je kupio SmartTings. Kompanija nije objavila nabavnu cenu, ali je TekKranč saopštio cenu od 200 miliona dolara kada su počeli dogovore u julu 2014.

###### KvajetSajd - američka firma klimi uređaja
Dana 19. avgusta 2014. godine, Samsung je izjavio da je kupio KvajetSajd kako bi poboljšao svoj biznis "pametna kuća". Potparol Samsunga je izjavio da je Samsung kupio 100% KvajetSajda ali je odbio da saopšti cenu ili neke druge detalje.